# Insurreição na Venezuela em 2019

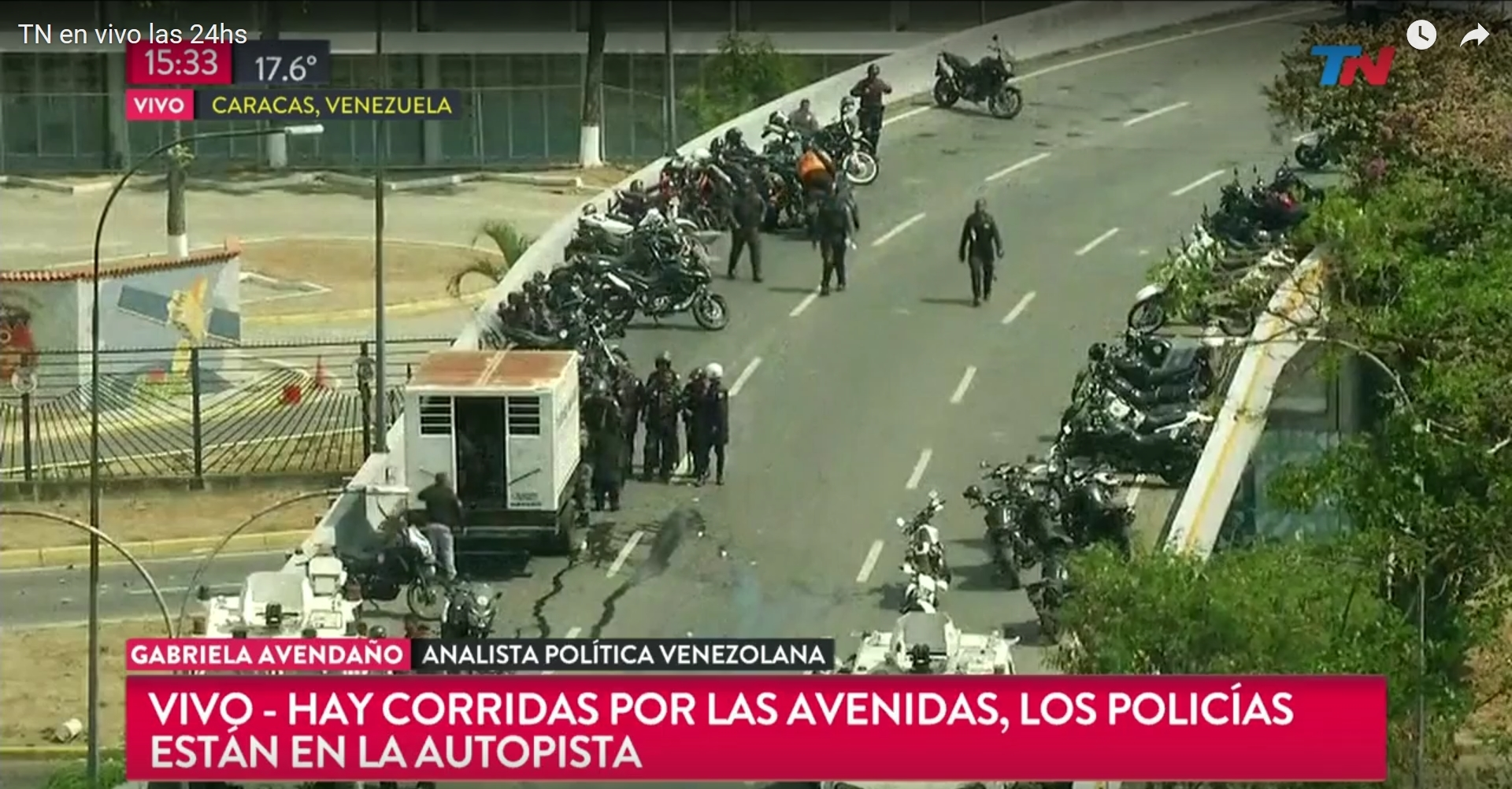
Forças policiais numa das entradas de Caracas, numa captura do canal de notícias argentino Todo Noticias.

Insurreição na Venezuela em 2019 foi uma revolta militar que teve início no país em 30 de abril de 2019, como parte da crise presidencial que tem assolado a Venezuela.

## Acontecimentos
Na madrugada de terça-feira, 30 de abril, um dia antes da data prevista para uma grande manifestação organizada pela oposição, o presidente da Assembleia Nacional da Venezuela, Juan Guaidó, reconhecido como presidente interino por mais de cinquenta países, entre os quais os Estados Unidos, ativou em Caracas uma ofensiva procurando derrubar o regime de Nicolás Maduro com o apoio das Forças Armadas.
Guaidó libertou o dirigente do partido de oposição Vontade Popular, Leopoldo López, em prisão domiciliária desde julho de 2017, após ser condenado a treze anos de prisão, apresentando-se junto a ele, rodeado de um grupo de pessoas armadas e em uniforme, às portas da Base Aérea La Carlota, chamando a população e forças militares a dirigirem-se a essas instalações, e a colocar em marcha o que considera ser a fase final do seu desafio ao chavismo, denominada por si Operação Liberdade. Algumas horas depois, nas ruas da região oriental de Caracas, zona dominada maioritariamente pela oposição, Guaidó e López apelaram aos seus seguidores para que saiam em massa a manifestar-se contra Maduro. López explicou que a sua libertação resultou de um indulto de Guaidó a todos os presos políticos, decisão à qual não se opuseram os elementos do Sebin (Servicio Bolivariano de Inteligencia Nacional) que o guardavam.
O Governo de Nicolás Maduro respondeu ao levante mobilizando de imediato as Forças de Acções Especiais (FAES) e a Guarda Nacional de modo a bloquear os acessos à base de La Carlota.
Cerca das 7.00 da manhã, hora de Caracas, um tanquete começou a lançar gases lacrimogéneos contra o grupo de Guaidó, sem que reportadamente houvesse resposta por parte dos uniformizados que acompanhavam Guaidó.

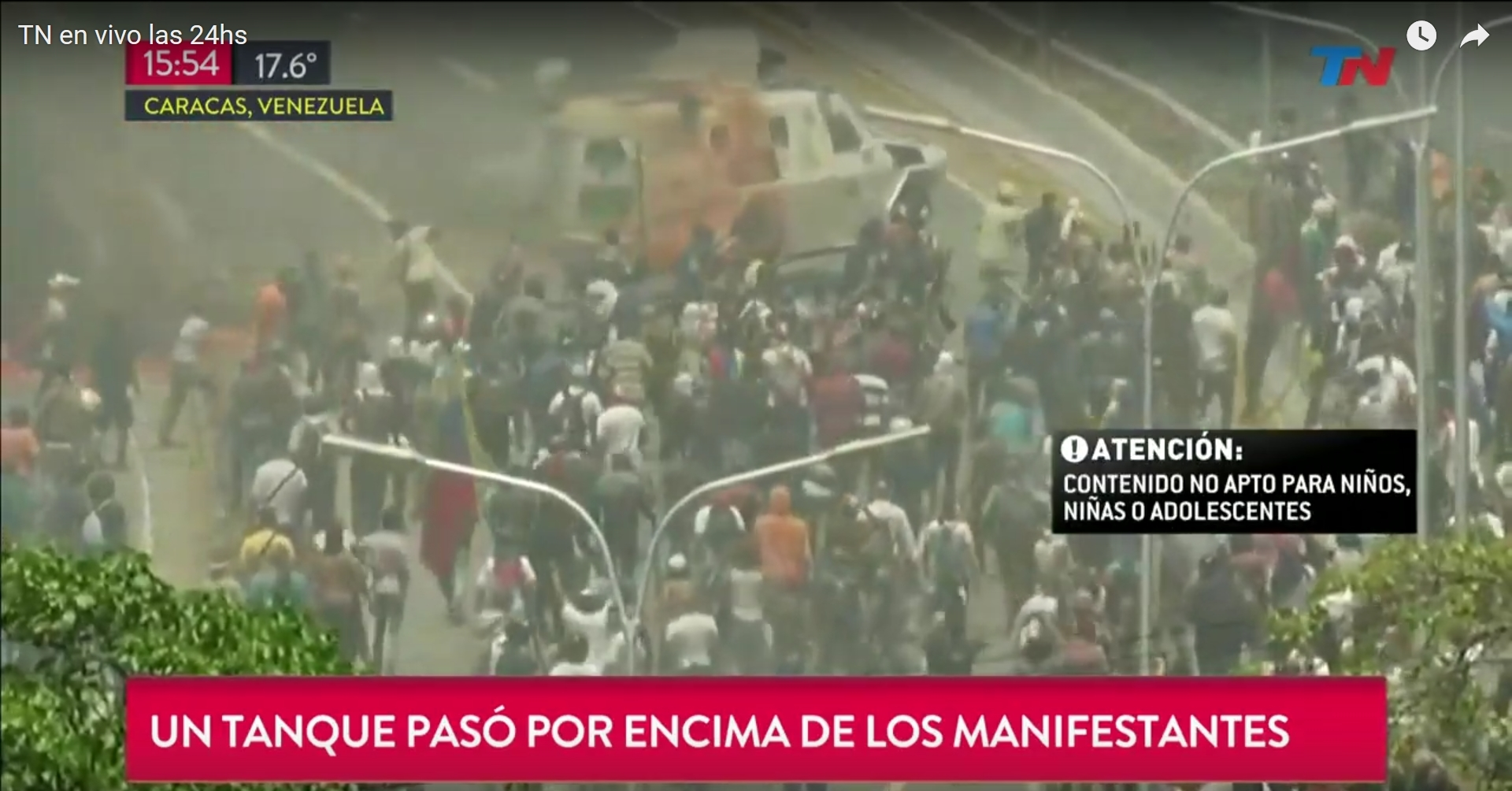
Confrontos entre blindados leais ao governo de Nicolás Maduro e manifestantes apoiantes de Juan Guaidó

Respondendo ao apelo de Guaidó, milhares de venezuelanos começaram a cortar as ruas de Caracas, mostrando o seu apoio. Imagens televisivas mostraram carros militares a avançarem sobre a multidão em protesto, tendo sido ouvidos disparos.
Também em Carabobo e Maracaibo os manifestantes saíram em massa para as ruas, após terem sofrido no dia anterior um dos já habituais apagões eléctricos.
Na Praça de Altamira, Guaidó dirigiu-se à multidão de apoiantes em cima de um blindado, acompanhado de Leopoldo Lopez e de vários militares, declarando estar disposto a resistir.
Durante a tarde, Leopoldo López refugiou-se na embaixada do Chile juntamente com a sua mulher, Lilian Tintori, e a filha de ambos. Cerca de 25 militares venezuelanos, todos de baixa patente, pediram também asilo na embaixada do Brasil em Caracas.
Juan Guaidó permanece no comando do levantamento militar, rodeado de milhares de apoiantes e escoltado por oficiais da Guarda Nacional, militares da Aviação e agentes da Inteligencia Bolivariana. Os partidários de Guaidó vestem braceletes azuis, em apoio à oposição.

## Vítimas
A Polícia Metropolitana de Caracas confirmou os primeiros feridos das balas, dentre muitos uma mulher diagnosticada com um projéctil no estômago. Nas imediações da Base Aérea de La Carlota, onde pela tarde se multiplicaram os protestos e a repressão, um blindado do exército chavista atropelou vários manifestantes. Os manifestantes enfrentam as forças leais a Nicolás Maduro com pedras e coquetéis molotov, desconhecendo-se até ao momento o balanço total de feridos.

## Censura
Pouco após o anúncio de que estava em curso um levantamento militar, a NetBlocks reportou que muitas redes sociais e sites de notícias estavam bloqueados pelo provedor de Internet estatal CANTV. Os sinais da BBC e CNN ficaram offline, e a estação de rádio local Radio Caracas Radio foi invadida e fechada pela autoridade nacional de telecomunicações.

## Reacção internacional

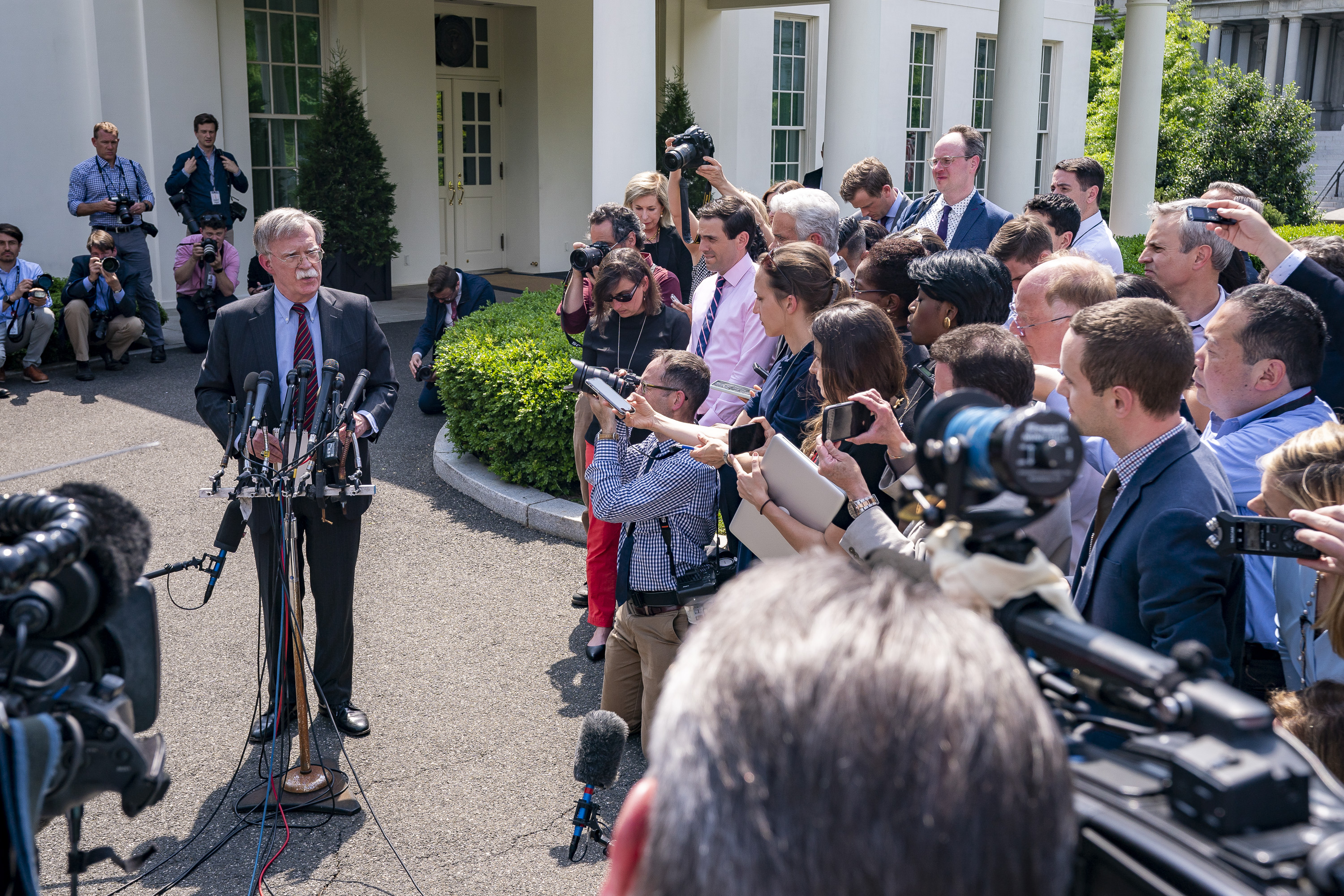
Casa branca, Conselheiro de Segurança Nacional dos Estados Unidos, Jonh Bolton, fala com repórteres sobre os eventos ocorridos na Venezuela em 2019, entrada oeste da Casa Branca

A maioria da comunidade internacional apoiou o levantamento de Guaidó. A ofensiva foi rapidamente apoiada pelos Estados Unidos e outros países aliados de Guaidó, em particular a Colômbia, que pediu uma reunião de emergência do Grupo de Lima, tendo instalado postos nas principais passagens fronteiriças com a Venezuela, de modo a controlar eventuais efeitos da situação em Caracas, e pelo secretário geral da Organização dos Estados Americanos (OEA). A Espanha, que liderou na Europa o reconhecimento de Guaidó enquanto presidente interino, assegurou que Guaidó tem legitimidade para comandar o processo de transição na Venezuela, rejeitando no entanto qualquer ofensiva militar e apelando a que se evite o derramamento de sangue. O México, única potência da América Latina que não reconhece Guaidó, insistiu em procurar uma saída pelo diálogo da crise venezuelana.
O Conselheiro de Segurança Nacional dos Estados Unidos, John Bolton, apelou ao exército para que apoie Guaidó contra a "usurpação da democracia", instando as forças armadas a proteger o povo e as legítimas instituições. Bolton assegurou ainda que três importantes figuras do Governo da Venezuela, entre os quais o Ministro de Defensa Vladímir Padrino, o presidente do Supremo Tribunal de Justicça da Venezuela, Maikel Moreno, e o comandante da Guarda de Honra Presidencial, Iván Rafael Hernández, haviam comunicado à oposição que Maduro devia sair do governo, tendo-lhes pedido que se manifestassem oficialmente contra Maduro durante a tarde.
O presidente do Parlamento Europeu, Antonio Tajani, referiu que este é um momento histórico para o regresso da liberdade à Venezuela. O secretário-geral das Nações Unidas, António Guterres, apelou a todas as partes da crise na Venezuela para que evitem qualquer violência, e deem passos imediatos para devolver a calma ao país.

Maduro acusou a Argentina e a Colômbia de serem "fantoches dos EUA e de golpe de Estado".